# Frigi
I Frigi erano una popolazione indoeuropea storicamente stanziata in una regione dell'Anatolia centro-occidentale che da loro prese il nome di Frigia, dove sorgeva la loro capitale a Gordio. Si stima che tale popolazione si sia stabilità in Frigia durante il collasso dell'età del bronzo e che si siano poi estesi verso oriente, occupando l'intero bacino del fiume Halys, e verso occidente, fin quasi alle coste del Mare Egeo. Il loro regno toccò l'apogeo nel VII secolo a.C., quando regnarono, secondo la tradizione mitologica, i sovrani Gordio e Mida.
Devastata da un'incursione dei Cimmeri, la Frigia entrò progressivamente in decadenza e i Frigi divennero sudditi di nuove potenze regionali emergenti, perdendo completamente ogni residuale autonomia politica nel 275 a.C., quando la Frigia venne conquistata dai Galati. Le fonti antiche, soprattutto greche, testimoniano l'elevata abilità dei Frigi nelle arti, tanto da ritenerli inventori di strumenti musicali, ricami e forme letterarie.

## Storia

### Dalla tarda età del bronzo all'antica età del ferro
Si stima che i Frigi siano parte di quel gruppo di popolazioni indoeuropee giunte nel bacino del Mediterraneo e, successivamente, nel Vicino Oriente attraverso la penisola balcanica, durante un movimento migratorio plurisecolare. Sulla base delle prove archeologiche, alcuni studiosi, come Nicholas Hammond e Eugene N. Borza, sostengono che i Frigi – a cui si dovrebbero ricondurre le tracce della cultura lusaziana – che migrarono nei Balcani meridionali durante la tarda età del bronzo. A partire da una ristretta zona dell'Anatolia centro-occidentale, tra la Bitinia e il fiume Halys, il regno dei Frigi si espanse progressivamente, portando il proprio confine orientale sino alla confluenza dei fiumi Arsanias ed Eufrate (nelle fonti tra XII e IX secolo a.C.), mentre a sud si estendeva sino in Cilicia (nelle fonti tra VIII e VII secolo a.C.).
Anche se non è nota la data esatta del passaggio dei Frigi in Anatolia, la loro presenza è certamente attestata a partire dal XII secolo a.C. nei territori dell'Impero ittita. Infatti, assieme alla mai doma popolazione paleoanatolica dei Kaskei e agli hurriti di Urumu, i Muški, inequivocabilmente identificati con i Frigi, furono tra gli agenti esterni del crollo dell'Impero ittita durante il collasso dell'età del bronzo. Le fonti assire riportano che verso il 1160 a.C. queste genti invasero le province di Alzi e Puruhuzzi dell'Impero medio-assiro, ma vennero respinti e sconfitti dall'imperatore Tiglat-Pileser I nel 1115 a.C., che fino al 1110 a.C. avanzò fino a Meliddu.

### Il regno di Frigia
A partire dall'VIII secolo a.C. la Frigia fu assieme ai regni neo-ittiti fra le entità politiche che riempirono il vuoto di potere lasciato dall'Impero ittita. Le cronache imperiali assire riportano che l'imperatore Sargon II sconfisse una coalizione anti-assira comprendente i Muški, guidati dal loro re Mitā, e i regni neo-ittiti di Tabal e Carchemish, con quest'ultima che venne conquistata dagli assiri. Al fine di prevenire nuove rivolte, Sargon insediò come re di Tabal e governatore di Ḫilakku Ambaris, a cui diede in moglie una delle sue figlie, ma nel 713 a.C. scoppiò una nuova ribellione, supportata da Muški e Urartu, che portò alla provincializzazione di Tabal. Nel 709 a.C. Sargon descrive come alleato degli assiri e suo amico personale Mitā, re dei Muški, il quale catturò e consegnò agli emissari assiri di Urikki il re di Quwê, mandato per negoziare un patto anti-assiro con Urartu. Tuttavia, questi conflitti non si risolsero, poiché sono documentate altre campagne contro i Muški, Tabal e Urartu. Secondo i rapporti del servizio informativo militare assiro riferiti a Sargon II, registrati su tavolette d'argilla trovate negli Archivi Reali di Ninive da Sir Henry Layard, nel 714 a.C. i Cimmeri giunsero per la prima volta nel Vicino Oriente, penetrando in Urartu dal territorio dei Mannei, da cui si diressero prima verso la costa sudorientale del Mar Nero e poi verso Tabal, presso la quale nel 705 a.C. l'imperatore Sargon perse la vita in una battaglia in cui l'esercito assiro fu sconfitto. È stata avanzata l'ipotesi che in questo frangente i Muški si siano alleati con gli Assiri contro i Cimmeri. Nel 681 a.C., in seguito alla morte dell'imperatore di Sennacherib, figlio di Sargon II, Rusa II, re di Urartu, combatté contro i Muški-ni prima di entrare in alleanza con loro contro l'Impero neo-assiro. Nel VII secolo a.C. il regno di Frigia raggiunse la massima espansione, includendo quasi tutta la metà occidentale dell'Anatolia, inclusa Ancyra, ma non ebbe mai il controllo delle regioni costiere della Licia, della Lidia e della Caria, né tantomeno delle polis greche della costa orientale del Mar Egeo. Tuttavia, l'apogeo fu breve e già sul finire del VII secolo la nuova potenza egemone dell'Anatolia occidentale divenne la Lidia, mentre l'oriente fu occupato dall'Impero medo. Nel VI secolo a.C. l'intera area fu annessa all'Impero persiano, governato dalla dinastia achemenide, come dimostra l'attestazione di soldati frigi entrarono nell'esercito di Serse impegnato nella spedizione contro la Grecia. In età ellenistica il territorio dei Frigi divenne parte del Regno di Pergamo, mentre a partire dall'invasione del 275 a.C., ì Galati si stabilirono nella metà orientale della Frigia, che da loro prese il nome di Galazia.

## Etnonimi e menzioni di epoca successiva
L'etnonimo "Frigi" è ampiamente attestato in lingua greca antica ed è facilmente collegabile, attraverso un processo di spirantizzazione della labiale, all'endoetnonimo "Brigi" (in greco antico: Βρίγες?, Briges). Gli antichi Greci consideravano i Frigi affini ai Macedoni e ai Traci e alcuni dei loro sovrani sono ampiamente attestati nella mitologia greca: Gordio, eponimo della capitale del regno e ricordato per il celebre nodo insolubile che aveva collocato nel tempio di Zeus e che soltanto Alessandro Magno avrebbe saputo sciogliere, e suo figlio Mida, famoso per la sua leggendaria ricchezza. Secondo il mito, Mida si suicidò dopo esser stato sconfitto dai Cimmeri, considerati responsabili dell'assenza di oggetti d'oro nel suo corredo funebre, e da quel momento il suo regno non si riprese più e venne conquistato dai Lidi. Secondo Macqueen, il re Mitā entrò nella mitologia greca come re Mida in seguito alla sconfitta subita contro i Cimmeri in quanto alleato degli Assiri, che confinò il dominio dei Frigi a ovest, escludendolo dalla periferia del Vicino Oriente, ma finendo per includerlo in quella del mar Egeo.
Tuttavia, la memoria orale di etnonimi come Tabal e Muški sopravvisse alla parabola dell'Impero assiro e permase per il resto dell'età classica, entrando sia nella tradizione etnografica greca che in quella giudaico-biblica. In particolare, nelle fonti etnografiche greche entrarono in maniera del tutto autonoma e parallela al termine "Frigi" etnonimi evidentemente derivati dall'assiro "Muški": Moschi (in greco antico: Μόσχοι?, Moschoi), Mossineci (in greco antico: Mόσσυνοικοι?, Mossynoikoi), Moscheni (in greco antico: Mόσχοινοι?, Moschoinoi) e Meschi (in greco antico: Mέσχοι?, Meschoi). Ciò si tradusse in uno sdoppiamento tra i Frigi, abitanti della Frigia nell'Anatolia occidentale, e i Moschi, abitanti della Moschia (in greco antico: Mοσχικέ?, Moschikê) e dei monti Moschici nell'Anatolia orientale. Proiettando i loro etnocentrismo, gli autori greci antichi restituivano un quadro nel quale i primi rappresentavano a una realtà familiare e conosciuta, mentre i secondi appartenevano a i misteriosi limiti orientali dell'Ecumene. Quest'apparente discordanza ha portato gli studiosi moderni ad adottare la convenzionale distinzione tra Muški occidentali e Muški orientali, anche come tentativo di giustificare la netta distinzione operata nelle fonti greche tra questi due gruppi.

### Fonti greche

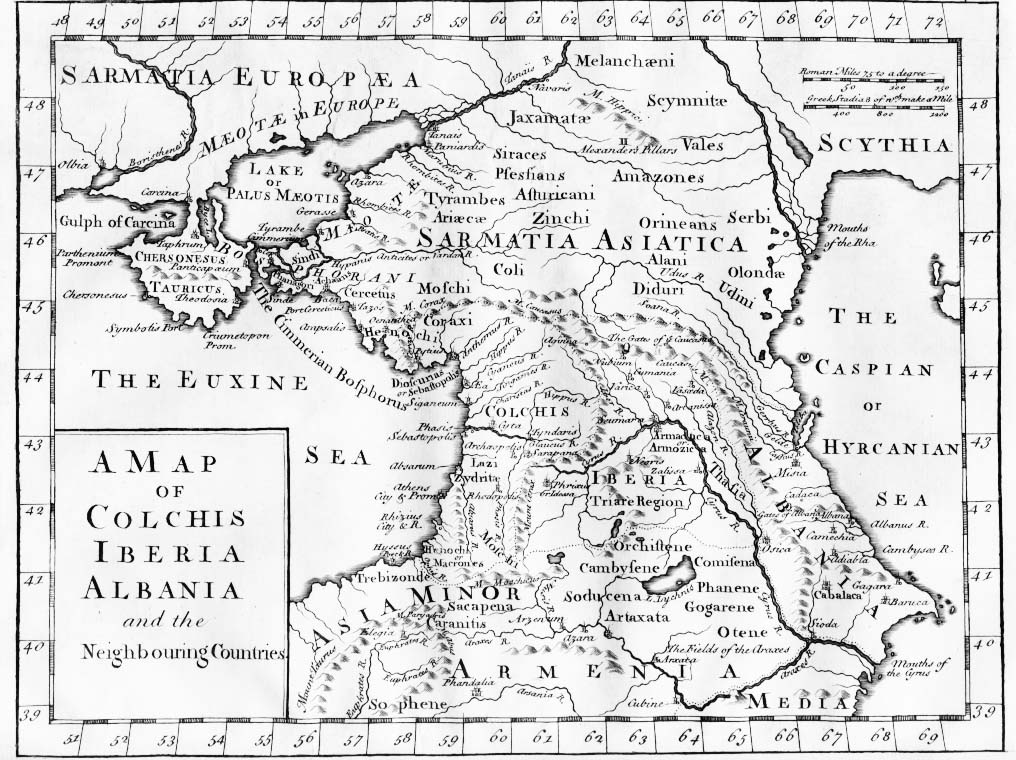
In questa mappa (Londra, ca. 1770), basata su fonti letterarie greche, i Moschi sono situati nelle vicinanze meridionali della Colchide.

Autori classici quali Scilace, Erodoto, Ecateo, Senofonte, Diodoro Siculo, Strabone, Pomponio Mela e Plinio il Vecchio riportano che le lungo la costa sudorientale del Mar Nero abitavano Macroni e i Tibareni, che insieme a Calibi e Mossineci, indicati come abitanti della Cappadocia, erano considerati gli inventori della metallurgia. In virtù di questa associazione, Apollonio di Rodi ne fa menzione pure ne Le Argonautiche.
Nel V secolo a.C. Ecateo di Mileto parla dei Moschi come affini alle tribù della Colchide, collocandoli in prossimità della Matiene; mentre Erodoto cita Amardi, Macroni, Mari, Moschi, Mossineci e Tibareni come abitanti della XIX satrapia, stabilita da Dario I di Persia, situata a sud-est del Ponto Eusino e delimitata verso sud dall'alta catena montuosa dei monti Moschici. Erodoto afferma che la satrapia fruttava 300 talenti di tasse e che i suoi abitanti possedevano un equipaggiamento bellico formato da elmi in legno, scudi e piccole lance con lunghe punte. Nell'Anabasi, Senofonte racconta che dopo la battaglia di Cunassa del 400 a.C., durante la primavera, condusse le sue truppe attraverso il territorio dei Mossineci. Questi ultimi abitavano ai piedi del Ponto, lungo la costa a ovest di Trebisonda, accettavano il governo di una comune metropoli ed esercitavano la propria egemonia anche sui Calibi. Inoltre, l'autore li descrive come "di carnagione chiara", "con schiene screziate e petti tatuati con motivi floreali di ogni sorta" e il loro nome significava "abitatori delle torri in legno". Quando Senofonte arrivò a Trebisonda, quei Mossineci vennero in conflitto con quelli della metropoli; così l'armata di Senofonte, una volta accordatosi con i Mossineci, attaccò la metropoli sconfiggendo il suo re. Strabone, invece, situava i Moschi in due luoghi: in Colchide, riportando quanto affermava Ellanico, e in Moschia; invece, Plinio menziona i Moscheni tra gli abitanti dell'Armenia inferiore, al confine con la Cappadocia. Inoltre, nel loro territorio si trovava un tempio di Leucotea, il cui controllo era condiviso tra colchici, armeni e iberi, che era stato famoso per la sua ricchezza, prima di esser saccheggiato dai re del Ponto Farnace II e Mitridate VI.
Nella tarda antichità Eusebio sosteneva che fossero gli antenati dei Cappadoci e che la loro città principale fosse Caesarea Mazaca, mentre Procopio affermava che i Meschi fossero soggetti agli Iberi e che insieme a questi ultimi si fossero convertiti al Cristianesimo; infine, Stefano di Bisanzio riprendeva la tradizione straboniana di riconoscerli come abitanti della Colchide. Più in generale, nella storiografia di età medio-bizantina il termine divenne un sinonimo erudito e arcaizzante di "Cappadoci".

### Fonti bibliche
Nella Bibbia, in Genesi e nel I libro delle Cronache sono elencati in successione Gomer, Madai, Javan, Tubal, Meshech e Tiras come figli di Jafet ed eponimi dei rispettivi popoli. Nel libro di Ezechiele Gog nella terra di Magog è menzionato come sovrano di Tubal e Meshech, i quali sono menzionati sempre in coppia, forse in quanto alleati, mentre nell'invettiva contro Tiro, tra i popoli che portavano schiavi e minerale in città sono menzionati insieme ai discendenti di Javan, riferendosi forse ai residenti degli emporia della Cilicia.
La tradizione etnografica biblica venne recepita dallo storiografo giudeo ellenizzato Flavio Giuseppe, il quale cercò di armonizzare il sapere tradizionale ebraico con la cultura ellenistica.

### Altre ipotesi interpretative
Le incertezze indotte dalla vaghezza e dall'imprecisione della storiografia e dell'etnografia antiche hanno prodotto nel corso degli anni all'elaborazione di un gran numero di ipotesi alternative riguardo l'identità dei Moschi, i quali sono stati variamente identificati come parlanti una lingua anatolica, armena o georgiana. Tra chi ne riconosceva l'appartenenza alla famiglia linguistica indoeuropea il dibattito sussisteva sul fatto che avessero raggiunto i territori in precedenza appartenuti all'Impero ittita da est, in accordo con l'ipotesi anatolica o l'ipotesi armena, o da ovest. Igor' Michajlovič D'jakonov ha ipotizzato che nelle fonti assire l'etnonimo Muški designasse gli Armeni, con il morfema -k tipico del plurale della lingua armena, e la confusione tra i due popoli risalirebbe all'epoca del loro insediamento in Anatolia dall'altopiano armeno, che sarebbe avvenuto pressoché contemporanea. In alternativa, è stato proposto un collegamento tra Muški e la radice mus-/mys- che ricorre anche in Misi, una popolazione dell'Anatolia occidentale, Mesi, che si trovavano nella penisola balcanica e sono considerati affini ai Traci.
Altri studiosi hanno negato l'identità tra Frigi e Moschi, negando che questi ultimi parlassero una lingua indoeuropea. Infatti, è stata proposta l'identificazione etimologica tra questa popolazione antica e la popolazione georgiana dei mesx'i (dove la χ greca, chi, è la ხ, x georgiana), da cui prenderebbe il nome della moderna regione della Meschezia. Pertanto, i Moschi sarebbero avrebbero parlato una lingua cartvelica; inoltre, secondo il professore James R. Russell della Harvard University, la designazione georgiana per Armeni Somekhi, conserva il vecchio nome dei Muški. Da un punto di vista archeologico, Donald Rayfield ha espresso cauto scetticismo riguardo all'ipotesi di un'identificazione di queste popolazioni con i proto-cartvelici.

## Cultura e società
Le scarse testimonianze sulla società dei Frigi non consentono una descrizione completa, tuttavia le tracce rimaste lasciano scorgere un miscuglio di elementi tipicamente indoeuropei, di impronta nomade e guerresca, e di altri tratti dalle culture agricole già esistenti da secoli nei territori di insediamento storico del popolo. Probabilmente i Frigi, secondo un modello tipico di numerosi processi di invasione indoeuropea, costituirono un'aristocrazia militare che si impose sulla popolazione preesistente, costituita nel territorio dagli ittiti. Tra i tratti più marcatamente indoeuropei spicca la loro notoria competenza nell'allevamento dei cavalli e nel loro impiego, anche a fini bellici. Grandi latifondi appartenevano ai santuari, i cui sacerdoti erano totalmente autonomi nella loro gestione.
I Greci attribuivano ai Frigi l'invenzione della favole con animali; in effetti, essi furono piuttosto mediatori di tale genere, probabilmente desunto dalle culture mesopotamiche e risalente piuttosto ai Sumeri. Nelle arti materiali, i Frigi, ricordati dalla storia come popolo industrioso e raffinato, erano considerati nell'antichità gli inventori del ricamo (presso i Romani il phrigianus era il "ricamo d'oro"), del flauto e di altri strumenti musicali. Un loro ornamento decorativo tradizionale era la svastica, tipicamente indoeuropea.

### Religione
Anche la religione dei Frigi mostra elementi di sincretismo tra elementi indoeuropei e non indoeuropei: la divinità principale era infatti la Grande Madre preindoeuropea, esattamente come presso i vicini Luvi (che la chiamavano Kubaba), Lidi (Kybeba) e Greci (Cibele), che probabilmente la conobbero proprio attraverso la mediazione frigia. Il nome frigio della dea era Kubila. Tra le altre divinità adorate vi era il dio indoeuropeo della volta celeste, Mazeus (equivalente allo Zeus greco).

### Lingua
Le testimonianze della lingua frigia sono limitate, costituite da glosse in fonti greche e, soprattutto, da un corpus epigrafico, composto da due gruppi ben definiti, definiti "frigio antico" (VIII-VI secolo a.C.) e "frigio tardo" (II-IV secolo d.C.).
La scarsità delle attestazioni consente di individuare la chiara indoeuropeicità del frigio e alcune sue caratteristiche, ma non una descrizione completa della lingua, né tantomeno un suo chiaro inquadramento dialettologico. Deriva dall'indoeuropeo del tardo III millennio e foneticamente presenta a/o differenziate, *ō > /u/ (come l'armeno), una "rotazione consonantica" (*d > /t/, *dh > /d/, *t > /t/, ancora con analogie con l'armeno), *-m > -n (come il greco). Morfologicamente, il frigio presenta l'aumento come marca del plurale.